# 羅塞尼亞語

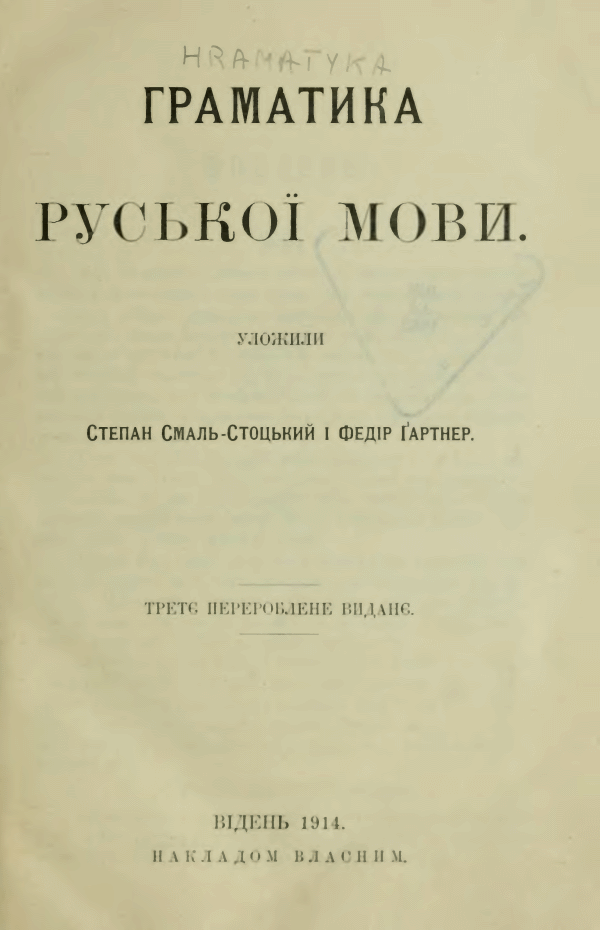
斯蒂潘·斯馬爾·斯多茨基編著的羅塞尼亞語語法

鲁塞尼亚语（рускаꙗ мова, рускїй ѧзыкъ）是一组东斯拉夫语支变体的名称，主要指15至18世纪在立陶宛大公国和波兰立陶宛联邦的东斯拉夫地区使用的语言，分布范围大致相当于今日白俄罗斯和乌克兰领土。到18世纪末，这些语言逐渐分化为地方变体，随后演变为现代白俄罗斯语、乌克兰语和卢森尼亚语。
書寫語文被稱作秘书室斯拉夫语。
奥地利帝国和奥匈帝国一直用同一个术语（德語：ruthenische Sprache）称呼境内所有东斯拉夫语。
有几个语言学问题上午定论：与该语言的书面语及地方口语有关的各种问题；各种内名与外名的含义及适当使用有关的问题；改语言与现代东斯拉夫语支语言的关系。以及和古东斯拉夫语（10至13世纪基辅罗斯的口语）的关系问题。

## 术语

《立陶宛大公国法法律》（1588）一个片段，规定了“rusky”语（рꙋскиⸯ єзыкь）的官方使用。

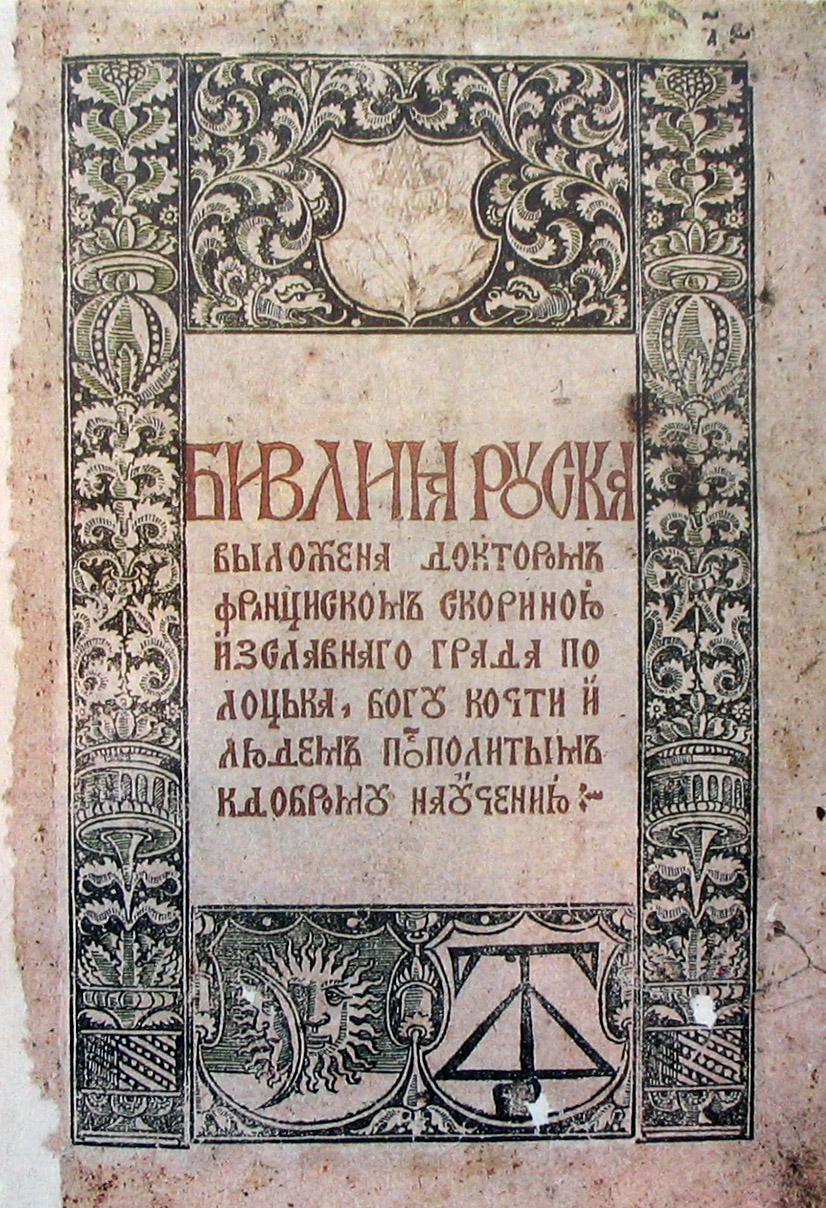
《鲁塞尼亚语圣经》，印于1517年

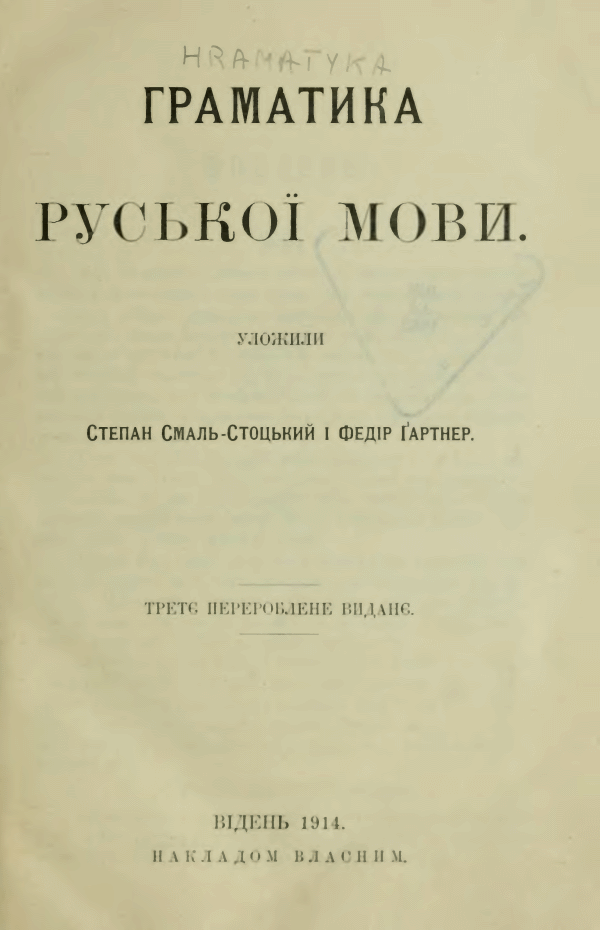
Stepan Smal-Stotsky与Theodor Gartner合著的《鲁塞尼亚语语法》

由于“鲁塞尼亚语”实际上是外名，其使用在历史与现代学术术语中都非常复杂。

### 当时用名
15至18世纪，这种语言使用的现代名称可分为两个基本类别，一个是内名（使用者自己的称呼），一个是外名（外部其他语言的称呼）。
常见内名：
- Ruska(ja) mova，有多种写法，例如：руска(ꙗ) мова；рускїй ѧзыкъ。
- Prosta(ja) mova（意为“简单（白）话”），也有多种写法，例如：прост(ѧ) мова或простй ѧзыкъ（古白俄罗斯语/古乌克兰语：простый руский (язык)或простая молва, проста мова）–出版商赫雷霍里·霍德凯维奇（16世纪）。“简单白话”指它们与教会斯拉夫语相对。[13][14][15]
- 在当时的沙皇俄国，有时也被称为Litovsky（俄语：Литовский язык，即立陶宛语），或Zizaniy（16世纪末）、Pamva Berynda（1653）。

常见外名：
- 拉丁语：lingua ruthenica或lingua ruthena[16]
- 德语：ruthenische Sprache，来自拉丁语外名
- 匈牙利语：Rutén nyelv，也来自拉丁语外名

### 现代使用的名称

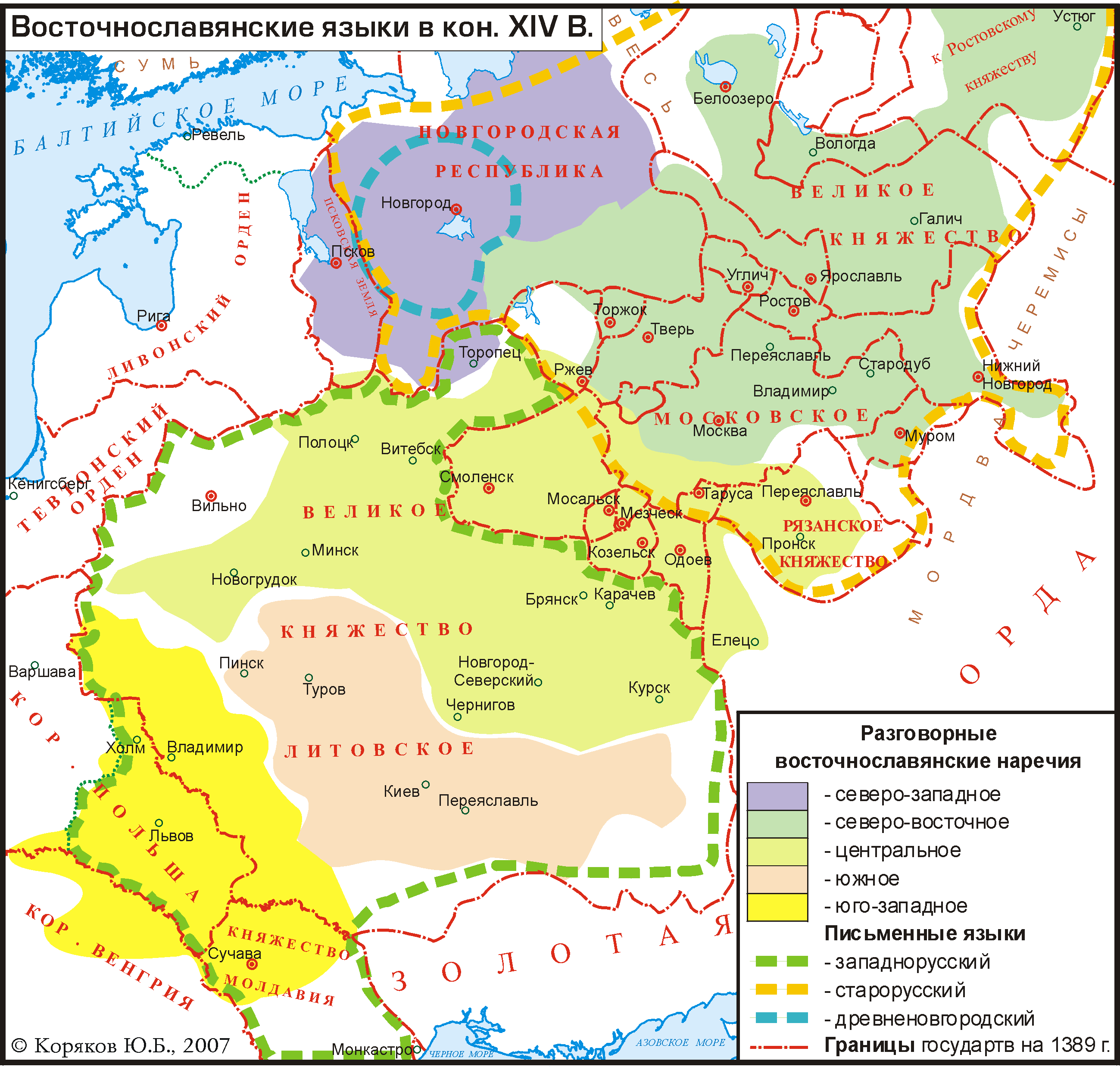
1389年的东斯拉夫语。颜色对应口语方言，虚线代表书面语：绿色为鲁塞尼亚语，橙色为古俄语，蓝色为古诺夫哥罗德语。

语言学家所用的这种语言及其现代后裔的名称也可分两类，第一类是从内名派生出的名称，第二类是从外名派生出的名称。
来自内名的名称：
- 一个“s”的词：Rus’ian；Rusian；Rusky；Ruski，明确只用一个s，以与俄语区别。[17]
- 西部俄语（俄语：западнорусский язык, западнорусское наречие），主要由原始俄语说的支持者使用，尤其是19世纪末以来，Karskiy、Shakhmatov等人都用过。[18]
- 古白俄罗斯语–白俄罗斯多位学者和一些俄罗斯学者使用的术语，Kryzhanich也使用过这种术语。在19世纪末俄罗斯学者Fyodor Buslayev、Ogonovskiy、Zhitetskiy、Sobolevskiy、Nedeshev、Vladimirov及白俄罗斯学者（如Karskiy）的著作中，白俄罗斯语（俄语：белорусский (язык)）既指19世纪后的语言，也指更古老的语言。[19]
- 古乌克兰语（烏克蘭語：Староукраїнська мова）–乌克兰学者和其他一些学者使用的术语。
- 立陶宛-俄语（俄语：литовско-русский язык）–以地区为导向的名称，由19世纪一些俄国学者使用，如Keppen、archbishop Filaret、Sakharov、Karatayev。
- 立陶宛-斯拉夫语（俄语：литово-славянский язык）–另一个地区性名称，由19世纪俄国学者Baranovskiy使用。[20]
- 秘书室斯拉夫语（Chancery Slavonic或Chancery Slavic）–用于书面形式的术语，以古教会斯拉夫语为基础，但受各地方言影响，用于立陶宛大公国的大法官办公室（chancery）。[14][21]

来自外名的名称：
- 鲁塞尼亚语（Ruthenian、Ruthene）–现代学术术语，源于较早的拉丁语外名（拉丁語：lingua ruthenica, lingua ruthena），常见于英语及其他西方语言文献，以及立陶宛和波兰学者。[22][23]
- 鲁塞尼亚书面语（Ruthenian literary language、Literary Ruthenian language）–同一批学者使用的术语，更明确地指这种语言的书面语。[7]
- 鲁塞尼亚大法官语（Ruthenian chancery language或Chancery Ruthenian language）–同一批学者使用的术语，更明确地指这种语言的大法官变体，见于立陶宛大公国的官方文件中。[24]
- 鲁塞尼亚共通语（Ruthenian common language、Common Ruthenian language）–同一批学者使用的术语，更明确地表示这种语言的方言种类。[25]
- 北鲁塞尼亚语（North Ruthenian）–一些学者用于指北部的语言变体，产生了现代白俄罗斯语，[26]也被称为“白鲁塞尼亚语”。[27]
- 南鲁塞尼亚语（South Ruthenian）–一些学者用于指南部的语言变体，产生了现代乌克兰语，[28][29]也被称为“红鲁塞尼亚语”。

术语上的二分体现在各种内外名的并行上，导致不同学者对特定术语使用了多种模棱两可、相互重叠甚至相反的含义。针对这种复杂情况，西方学者倾向于使用鲁塞尼亚语的外名。

## 分期

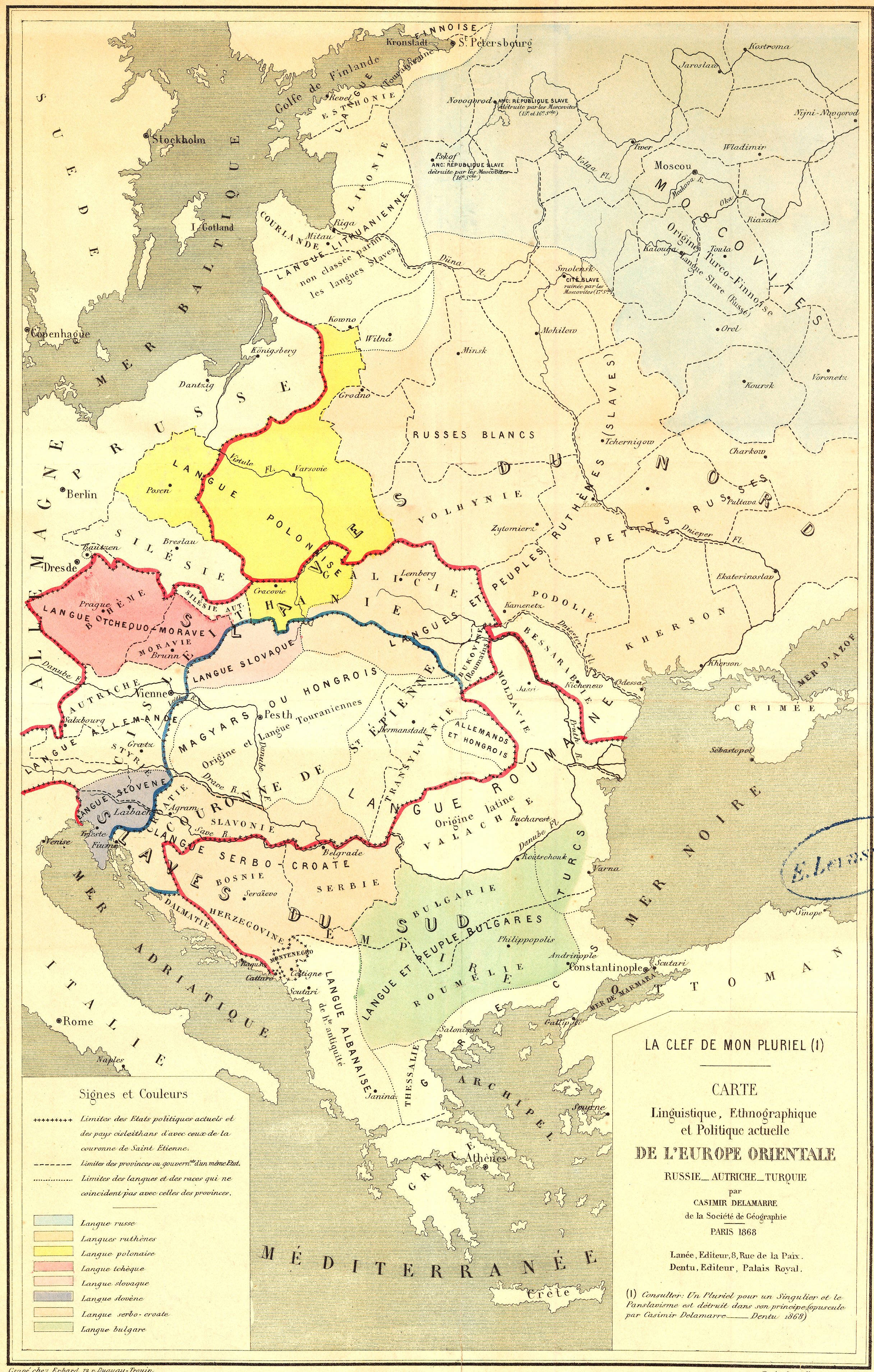
Casimir Delamarre的东欧语言、人种与政区图，1868
鲁塞尼亚

Daniel Bunčić的书面语分期如下：
1. 早期鲁塞尼亚语，从立陶宛语和莫斯科教会语分离（15世纪）到16世纪初
2. 高鲁塞尼亚语，自Francysk Skaryna（fl. 1517–25）至Ivan Uzhevych（Hramatyka slovenskaia, 1643, 1645）
3. 低鲁塞尼亚语，1648至18世纪末乌克兰语和白俄罗斯标准语的成立

乔治·谢维廖夫据文献特点为乌克兰语编年，最终反映了社会历史的发展：原始乌克兰语（~11世纪中）、古乌克兰语（~14世纪）、早期中古乌克兰语（~16世纪中）、中古乌克兰语（~18世纪初）、晚期中古乌克兰语（~18世纪末）、现代乌克兰语。

## 文献
- Borzecki, Jerzy.  (PDF). Toronto: University of Toronto. 1996  [2023-11-07]. （原始内容存档 (PDF)于2024-02-14）.
- Brock, Peter. . Canadian Slavonic Papers. 1972, 14 (2): 153–190  [2023-11-07]. JSTOR 40866428. doi:10.1080/00085006.1972.11091271. （原始内容存档于2023-05-24）.
- Brogi Bercoff, Giovanna. . Slavia: Časopis pro slovanskou filologii. 1995, 64: 3–14.
- Bunčić, Daniel. . München: Verlag Otto Sagner. 2006  [2023-11-07]. （原始内容存档于2023-03-26）.
- Bunčić, Daniel.  (PDF). Die Welt der Slaven. 2015, 60 (2): 276–289  [2023-11-07]. （原始内容存档 (PDF)于2021-06-24）.
- Danylenko, Andrii. . Jahrbücher für Geschichte Osteuropas. 2004, 52 (1): 1–32.
- Danylenko, Andrii. . Die Welt der Slave. 2006a, 51 (1): 80–115.
- Danylenko, Andrii. . Studia Slavica. 2006b, 51 (1/2): 97–121. doi:10.1556/SSlav.51.2006.1-2.6.
- Dingley, James.  (PDF). The Journal of Byelorussian Studies. 1972, 2 (4): 369–384  [2023-11-07]. （原始内容存档 (PDF)于2023-11-07）.
- Frick, David A. . Harvard Ukrainian Studies. 1985, 9 (1/2): 25–52  [2023-11-07]. JSTOR 41036131. （原始内容存档于2023-02-21）.
- Leeming, Harry.  (PDF). The Journal of Byelorussian Studies. 1974, 3 (2): 123–144  [2023-11-07]. （原始内容存档 (PDF)于2023-05-31）.
- Мозер, Михаэль А. . Studia Slavica. 2002, 47 (3/4): 221–260. doi:10.1556/SSlav.47.2002.3-4.1.
- Moser, Michael A. . Studia Slavica. 2005, 50 (1/2): 125–142. doi:10.1556/SSlav.50.2005.1-2.11.
- Moser, Michael A. . . Toronto: University of Toronto Press. 2017: 119–135. ISBN 9781487500900.
- Moser, Michael A. . Harvard Ukrainian Studies. 2018,. 35 (2017–2018) (1/4): 87–104  [2023-11-07]. JSTOR 44983536. （原始内容存档于2021-05-05）.
- Pivtorak, Hryhorij. “Do pytannja pro ukrajins’ko-bilorus’ku vzajemodiju donacional’noho periodu (dosjahnennja, zavdannja i perspektyvy doslidžen’)”. In: Movoznavstvo 1978.3 (69), p. 31–40.
- Pugh, Stefan M. . Harvard Ukrainian Studies. 1985, 9 (1/2): 53–60  [2023-11-07]. JSTOR 41036132. （原始内容存档于2023-02-11）.
- Pugh, Stefan M. . Cambridge, Mass.: Harvard University Press. 1996. ISBN 9780916458751.
- Shevelov, George Y.  (PDF). The Journal of Byelorussian Studies. 1974, 3 (2): 145–156  [2023-11-07]. （原始内容存档 (PDF)于2023-11-07）.
- Shevelov, George Y. . Heidelberg: Carl Winter. 1979  [2023-11-07]. ISBN 9783533027867. （原始内容存档于2023-09-22）.
- Stang, Christian S. . Oslo: Dybwad. 1935.
- Struminskyj, Bohdan. .  2. New Haven: Yale Concilium on International and Area Studies. 1984: 9–47. ISBN 9780936586045.
- Verkholantsev, Julia. . Berlin: LIT. 2008. ISBN 9783825804657.
- Waring, Alan G.  (PDF). The Journal of Byelorussian Studies. 1980, 4 (3/4): 129–147  [2023-11-07]. （原始内容存档 (PDF)于2024-02-28）.

## 外部連結
- "Hrodna town books language problems in Early Modern Times" by Jury Hardziejeŭ